# Стража при Нови Церкви
Стража при Нови Церкви (словен. Straža pri Novi Cerkvi) је насељено место у општини Војник, Савињска регија, Словенија.

## Историја
До територијалне реорганизације у Словенији била је у саставу старе општине Цеље.

## Становништво
У попису становништва из 2011. године, Стража при Нови Церкви је имала 40 становника.
| Број становника према пописима | Број становника према пописима | Број становника према пописима |
| ------------------------------ | ------------------------------ | ------------------------------ |
| 1991                           | 2002                           | 2011                           |
| 42                             | 45                             | 40                             |

Напомена: До 1953. исказивано под именом Стража, а од 1953. до 1992. под именом Стража при Стрмцу.